# Siervas del Sagrado Corazón de Jesús en Lituania
La Congregación Siervas del Sagrado Corazón de Jesús en Lituania (oficialmente en lituano: Jėzaus Širdies tarnaičių kongregacija) es una congregación religiosa católica femenina de derecho pontificio, que surge en 1930, como resultado de la separación de las comunidades de Lituania, de la Congregación Siervas del Sagrado Corazón de Jesús (hoy instituto secular) de Polonia. A las religiosas de este instituto se les conoce como Siervas del Sagrado Corazón de Jesús en Lituania y posponen a sus nombres las siglas A.C.J.

## Historia
Los orígenes de la congregación se remontan a la fundación polaca de las Siervas del Sagrado Corazón de Jesús de Varsovia, en 1874, por obra de Honorato Kozminski y Józefa Chudzyńska. El instituto llegó a Lituania por encargo de los mismos fundadores. Las dificultades políticas que se presentaron entre Lituania y Polonia, en los años 20, dio lugar a que las cuatro casas lituanas de la congregación se independizaran y formaran juntas una congregación autónoma, bajo la aprobación de Sagrada Congregación para los Religiosos, del 28 de octubre de 1930.
Entre las religiosas que guiaron la independencia de las comunidades lituanas se encontraba Caterina Paliulyte, quien fue escogida como la primera superiora general del instituto.

## Organización
La Congregación Siervas del Sagrado Corazón de Jesús en Lituania es un instituto religioso centralizado, formado por tres casas, todas presentes en Lituania, bajo el gobierno de una superiora general. La sede central se encuentra en Kaunas.
Las Siervas del Sagrado Corazón se dedican a la educación e instrucción cristiana de la juventud, en los centros de enseñanza de su propiedad y en la pastoral catequética. En 2015, el instituto contaba con unas 36 religiosas.